# Laelia propensa
Laelia propensa är en fjärilsart som beskrevs av Erich Martin Hering 1926. Laelia propensa ingår i släktet Laelia och familjen tofsspinnare. Inga underarter finns listade i Catalogue of Life.